# Bangladeschische Badmintonmeisterschaft 2003
Die Bangladeschische Badmintonmeisterschaft 2003 war die 25. Austragung der nationalen Titelkämpfe im Badminton in Bangladesch.

## Sieger und Finalisten
| Disziplin    | Gold                                              | Silber                                         |
| ------------ | ------------------------------------------------- | ---------------------------------------------- |
| Herreneinzel | Ahsan Habib Parash (Biman)                        | Mostofa Mahmmad Jabed (Biman)                  |
| Dameneinzel  | Konika Rani Adhikary (Biman)                      | Ayesha Khatun Nuri (Biman)                     |
| Herrendoppel | Ahsan Habib Parash Rasel Kabir Sumon (Biman)      | Rob Mahbubur Mostofa Mahmmad Jabed (Biman)     |
| Damendoppel  | Sharmin Akthar Momo Konika Rani Adhikary (Biman)  | Ayesha Khatun Nuri Aseda Khatun Ruma (Biman)   |
| Mixed        | Mostofa Mahmmad Jabed Sharmin Akthar Momo (Biman) | Rasel Kabir Sumon Konika Rani Adhikary (Biman) |